# Browary Górnośląskie w Zabrzu
Browary Górnośląskie w Zabrzu – browar w Zabrzu należący do grupy piwowarskiej Van Pur Sp. z o.o.

## Historia
Browar przemysłowy w Zabrzu powstał w 1860 roku. Założycielem i pierwszym jego właścicielem był niemiecki żyd Löbel Händler (Loebel Haendler). W 1896 rodzina Haendlerów przekształciła posiadane przedsiębiorstwo w spółkę akcyjną pod firmą Oberschlesische Bierbrauerei Aktien Gesellschaft vormals L. Haendler (Browar Górnośląski Spółka Akcyjna, dawniej L. Haendler). W 1920 roku zakład został przejęty przez przedsiębiorstwo  Ostwerke A.G. z Berlina. W 1928 roku kolejnym właścicielem browaru został niemiecki koncern piwowarski Schultheiss-Patzenhofer A.G., który posiadał go do czasów II wojny światowej. Browar działał wówczas pod nazwą Schultheiss-Patzenhofer-Brauerei, Abt. Hindenburg, a od 1938 bez członu Patzenhofer.
W czasie działań wojennych zabudowania browaru uległy zniszczeniu. Odbudowano je w latach 1958–1963. W 1963 roku powołano Zabrzańskie Zakłady Piwowarsko-Słodownicze, w których skład oprócz browaru w Zabrzu weszły również zakłady produkcyjne w: Siemianowicach Śląskich, Bytomiu, Raciborzu, Rybniku, Częstochowie i Gliwicach. W 1975 roku przedsiębiorstwo przyjęło nazwę Górnośląskich Zakładów Piwowarskich i połączono je z browarami w Tychach (do 1981 roku).
W 1991 roku, po prywatyzacji, browar w Zabrzu został przekształcony w jednoosobową spółkę Skarbu Państwa pod firmą Górnośląskie Zakłady Piwowarskie S.A. W 1996 roku zmieniono ją na Browary Górnośląskie S.A. w Zabrzu.
W 1993 roku dokonano modernizacji linii produkcyjnej. Pod koniec lat 90. XX wieku browar popadł w poważne kłopoty finansowe i w 1999 roku ogłosił bankructwo. Przetrwał jednak dzięki uporowi pracowników i pomocy ze strony syndyka masy upadłościowej. Dzięki promocji piwa z gatunku pilsner o nazwie Super Piwosz udało mu się wyjść z długów i osiągnąć sukces w sprzedaży na rynku lokalnym.
W 2005 roku właścicielem browaru w Zabrzu została Van Pur Sp. z o.o.

## Produkty
Lager
- Super Piwosz
- Karpackie Pils
- Karpackie Mocne
- Karpackie Super Mocne
- Śląskie Mocne